# Arnold Drakenborch

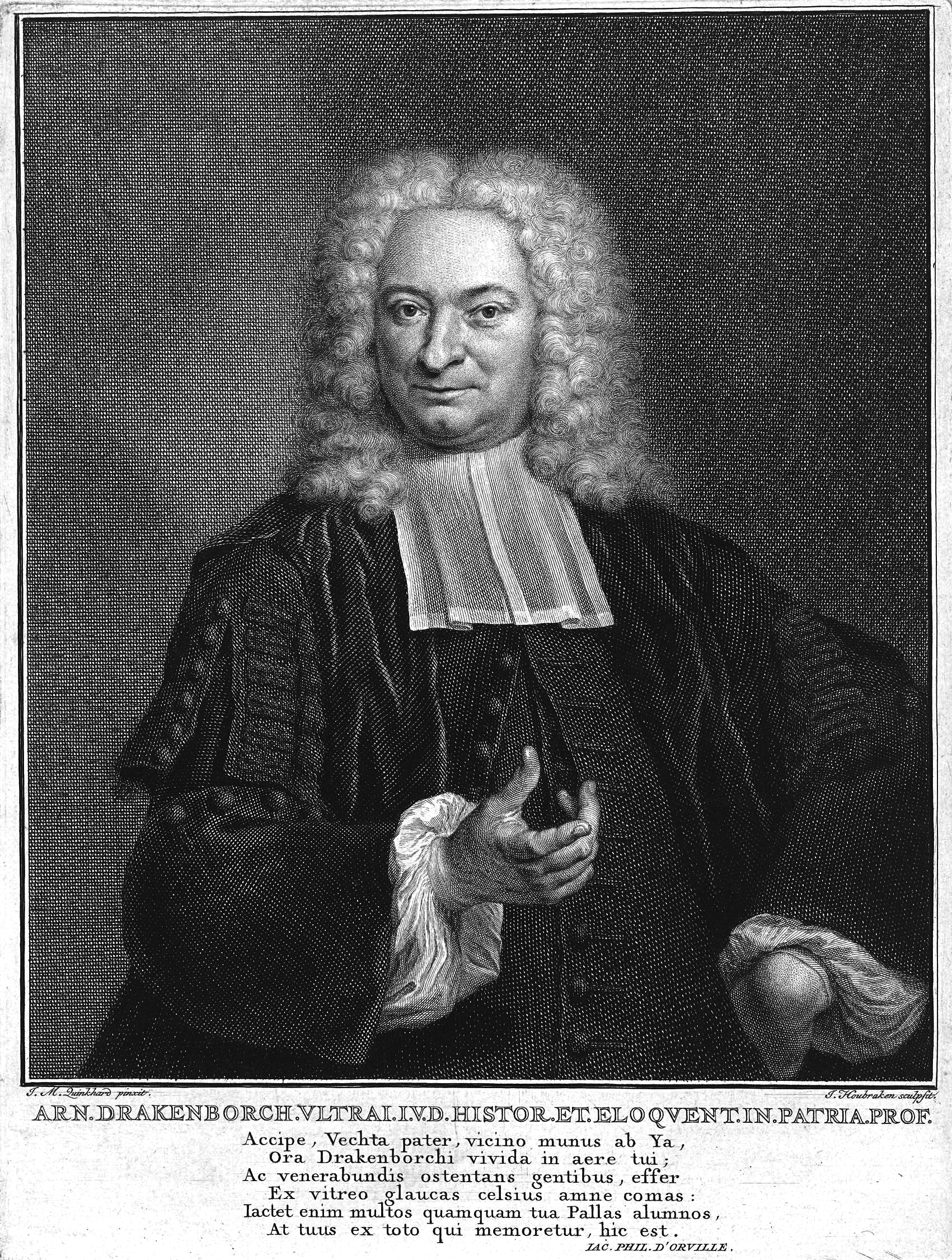
Arnold Drakenborch

Arnold Drakenborch (n. 1 ianuarie 1684, Utrecht - d. 16 ianuarie 1748) a fost un savant neerlandez.
A studiat la universitățile din Leiden și Utrecht, devenind, în 1722, rector al acesteia din urmă.

## Scrieri
- 1704: Dissertatio de praefectis urbi
- 1707: Dissertatio de officio praefectorum praetorio
- 1717: "Silius Italicus".